# Памятник Ленину (Мелитополь)
Памятник Ленину — крупнейшая статуя В. И. Ленина в Мелитополе, которая стоит в сквере на перекрёстке улиц Ленина и Карла Маркса. До войны на этом месте стоял бронзовый бюст Ленина. В годы оккупации здесь был построен фашистский мемориал. Современный памятник, установленный в 1949 году, был демонтирован 5 июня 2015 года, но восстановлен 5 ноября 2022 года.

## Описание
Железобетонная скульптура высотой 2,47 метров установлена на постаменте 2,7х1,5х1,5 метров, облицованном гранитом. Памятник работы ленинградского скульптора Меркулова был изготовлен в львовских художественно-производственных мастерских.

## История
Впервые памятник Ленину на этом месте поставили в 1925 году (по другим данным в 1927 году). Бронзовый бюст на гранитном постаменте стал первым памятником Ленину в городе.
После захвата Мелитополя немецкой армией в октябре 1941 года постамент был взорван, а бюст отправлен на переплавку в литейный цех завода им. 23 Октября. Но рабочие Александр Заплесвичко, Павел Барсов и Георгий Лунёв, рискуя жизнью, закопали бюст на территории завода, а на переплавку отправили бронзовый лом.
Вблизи того места, где стоял бюст Ленина, сразу после оккупации Мелитополя был построен мемориал в память о фашистских солдатах, погибших при взятии Мелитополя. Он представлял собой беседку с колоннами, увенчанную свастикой. После освобождения города советскими войсками мемориал был разрушен, и почти никакой информации о нём не осталось. Только случайно найденная мелитопольским краеведом Николаем Крыловым фотография мемориала позволила узнать о его существовании.
Бронзовый бюст Ленина, откопанный после войны, был по просьбе рабочих установлен на территории завода им. 23 Октября. А на перекрёстке улиц Ленина и Карла Маркса 1 мая 1949 года был открыт новый памятник Ленину. В советском Мелитополе также стояли памятники Ленину в парке Горького, на привокзальной площади и 7 памятников, бюстов и стел, посвящённых Ленину на территории предприятий города.
В феврале 2014 года, когда во многих городах Украины начался снос памятников Ленину, вокруг мелитопольского памятника также разгорелась борьба. Активисты Майдана требовали снести памятник либо перенести его с центральной улицы на другое место. Мелитопольские коммунисты и отряды городской самообороны охраняли памятник.
Судьба памятника в феврале 2014 года рассматривалась на сессии городского совета, но ни решения о сносе памятника, ни решения о его оставлении принято не было.
Мелитопольские коммунисты традиционно проводили у памятника митинги в день рождения Ленина (22 апреля) и День Октябрьской революции (7 ноября) . В то же время, мелитопольские националисты считали памятник символом «коммунистической человеконенавистнической идеологии». 7 ноября 2012, в ночь на День Октябрьской революции, памятник был облит краской.
29 мая 2015 года, после принятия Верховной Радой закона о декоммунизации, на сессии горсовета было принято решение до 1 июля демонтировать памятник и передать его на временное хранение на склад КП «Жилмассив». На рассвете 5 июня коммунальные службы сняли памятник с постамента и перенесли на склад КП «Жилмассив» на хранение. Памятник восстановлен 5 ноября 2022 года к 105-й годовщине Октябрьской Революции.